# Hans Klapdor-Kleingrothaus
Hans Volker Klapdor-Kleingrothaus (auch H. V. Klapdor), (* 25. Januar 1942 in Reinbek) ist ein deutscher Physiker, der sich mit Kernphysik, Teilchenphysik und Astrophysik beschäftigt.

## Leben
Klapdor-Kleingrothaus studierte, nach dem Abitur 1960 am Johanneum, Physik an der Universität Hamburg (1966 Diplom in experimenteller Kernphysik bei Hugo Neuert) und promovierte dort 1969 mit einer Arbeit über Gammastrahlen-Spektroskopie an einem Teilchenbeschleuniger. Ab 1969 (bis 2007) war er am Max-Planck-Institut für Kernphysik in Heidelberg, wo er sich anfangs mit Schwerionenreaktionen befasste.
Er habilitierte sich 1971 in Hamburg und 1973 in Heidelberg. Seit 1980 ist er Professor an der Universität Heidelberg.
Klapdor-Kleingrothaus beschäftigt sich unter anderem mit nuklearer Astrophysik und mit der schwachen Wechselwirkung in der Kernphysik (Doppeltem Betazerfall). Seit 1987 leitete er das Heidelberg-Moskau-Experiment, das von 1990 bis 2003 in den Laboratori Nazionali del Gran Sasso bei Rom durchgeführt wurde.
Weiter leitete er das HDMS-Experiment (Heidelberg Dark Matter Search) zur Suche nach dunkler Materie im Gran-Sasso-Labor ab 1999. Er war Sprecher des GENIUS-Experiments zur Suche nach Dunkler Materie und neutrinolosem doppeltem Betazerfall seit 1997. Ein Prototyp-Experiment hierzu wurde von 2003 bis 2006 im Gran Sasso durchgeführt.
Im Jahr 2001 beanspruchte seine Gruppe, erste Hinweise auf neutrinolosen doppelten Betazerfall im Heidelberg-Moskau Experiment beobachtet zu haben. Die vollen Daten ergaben eine Signifikanz von 6,4 Standardabweichungen. Sie ergeben eine partielle Halbwertszeit des Isotops Germanium-76 für diesen Zerfall von mehr als 1025 Jahren. Allerdings konnte ein solcher Zerfall im Nachfolgeexperiment GERDA mit verbesserter Empfindlichkeit nicht beobachtet werden.
1982 erhielt Klapdor-Kleingrothaus zusammen mit Wolfgang Hillebrandt den Physik-Preis der Deutschen Physikalischen Gesellschaft für „seine Arbeit über die entscheidende Bedeutung der Strukturen in der Betastärkefunktion für die Synthese der schweren Elemente im Kosmos“. 1994 wurde er Mitglied der New York Academy of Sciences. 1998 und 2005 erhielt er jeweils einen Physik-Preis des JINR in Dubna, Russland – 1998 für seine Arbeit über Physics Beyond Standard Model in rare Energy Processes and in Cosmology und 2005 für seine Arbeit über Looking for SUSY Dark Matter.
Er hat ca. 360 wissenschaftliche Veröffentlichungen und 30 Bücher verfasst.

## Bücher (Auswahl)
- Herausgeber: Weak and electromagnetic interactions in nuclei. Springer, Heidelberg 1986.
- Herausgeber: Neutrinos, Graduate Texts in Contemporary Physics. Springer, Heidelberg 1988.
- mit K. Grotz: Die schwache Wechselwirkung in Kern-, Teilchen- und Astrophysik. Teubner, Stuttgart 1989 (englische Ausgabe IOP, Bristol 1990; russische Ausgabe MIR, Moskau 1992; chinesische Ausgabe Shandong, Jinan 1998).
- mit A. Staudt: Teilchenphysik ohne Beschleuniger. Teubner, Stuttgart 1995 (englische Übersetzung Non Accelerator Particle Physics, IOP, Bristol 1995, 2. Auflage 1998; russische Ausgabe Nauka, Moskau 1997).
- Herausgeber mit S. Stoica: Double Beta Decay and related topics. World Scientific, Singapore 1996.
- mit Kai Zuber: Teilchen-Astrophysik. Teubner, Stuttgart 1997 (englisch Particle Astrophysics IOP, Bristol 1997, 2. Auflage 1999; russische Ausgabe, Uspechi Fisicheskich Nauk, Moskau 2000).
- Sixty years of double beta decay. World Scientific, Singapore 2001.
- Seventy years of double beta decay – From Nuclear Physics to Physics beyond the Standard Model. World Scientific, Singapore 2010.